# Pseudomedon obscurellus
Pseudomedon obscurellus är en skalbaggsart som först beskrevs av Wilhelm Ferdinand Erichson 1840.  Pseudomedon obscurellus ingår i släktet Pseudomedon, och familjen kortvingar. Arten är reproducerande i Sverige.